# Fürstenberský palác (Vídeň)

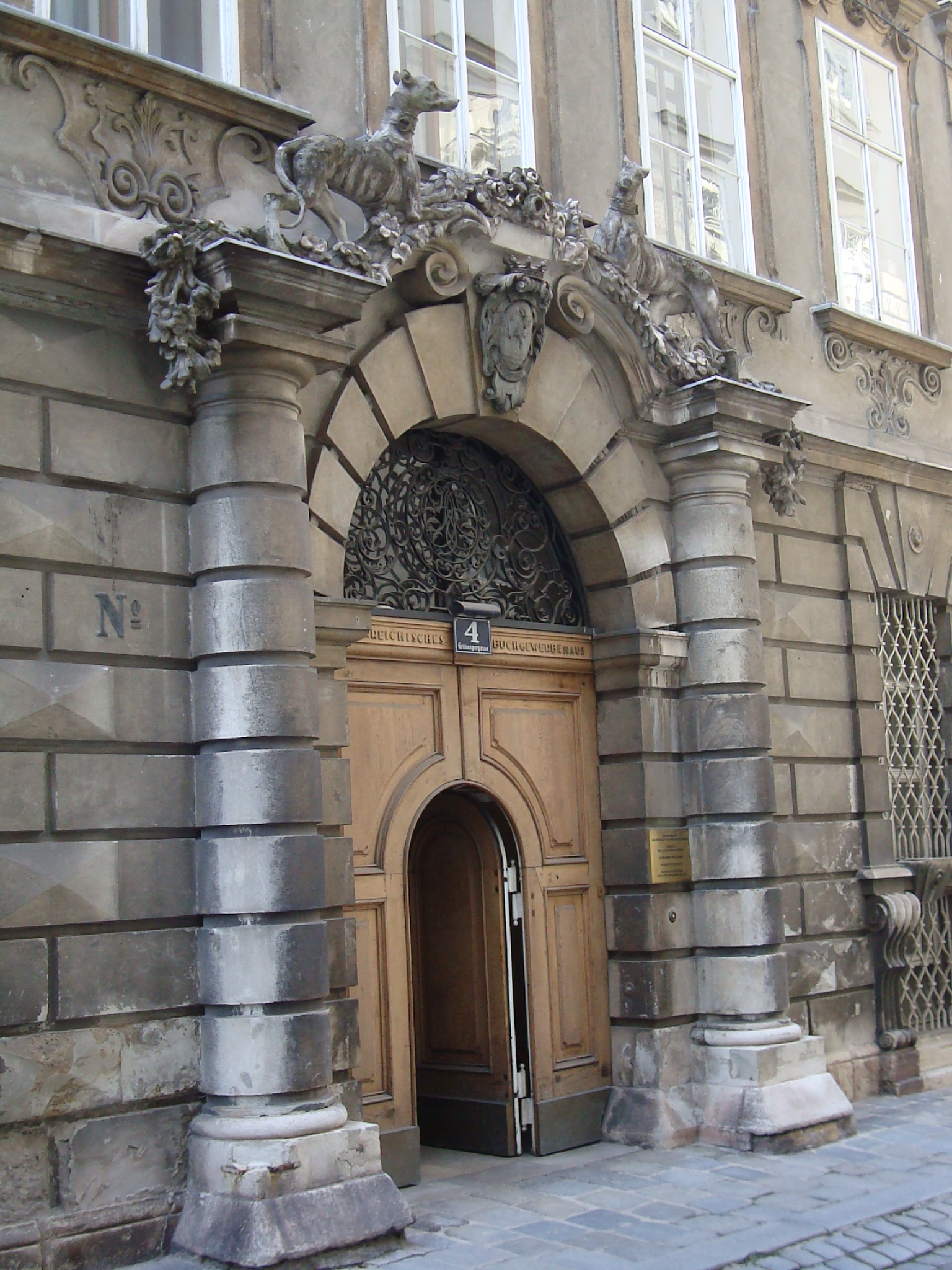
Fürstenberský palác – průčelí do Grünangergasse

Fürstenberský palác ve Vídni (německy Palais Fürstenberg) je klasicistní městský palác v 1. vídeňském obvodu Innere Stadt, na nároží Domgasse a Grünangergasse. Přes několik přestaveb si zachoval z velké části původní vzhled.

## Dějiny paláce

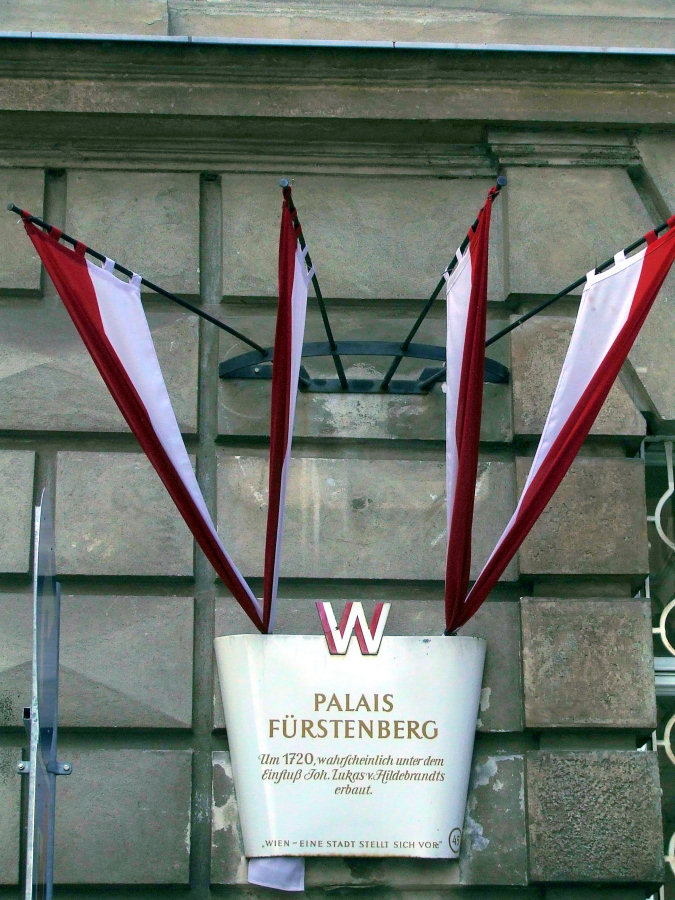

Na místě dnešního paláce stával původně od poloviny 16. století do počátku 18. století dům nadace Otto Weissische pro duchovní beneficiáty.
V roce 1702 dům zakoupil císařský rada Arnošt, svobodný pán z Hatzenberku a na jeho místě zahájil výstavbu paláce, který byl dokončen kolem roku 1720. Výkonnými architekty byli pravděpodobně Antonio Beduzzi z Boloni, a patrný je vliv Johanna Lucase von Hildebrandt, jemuž byla na domě odhalena informační tabule od města Vídně.
V průběhu 18. století patřil palác střídavě několika rodům jako např. hrabatům ze Saieleru od roku 1707, rod Kuefsteinů od roku 1723 a také svobodným pánům ze Störcku od roku 1792. Za jejich doby došlo k větším stavebním úpravám v letech 1851 až 1869.
Kdy Karel ze Störcku v roce 1873 nabízel palác k prodeji. Mezi prvními kupci byly princezny Alžběta a Amálie z Croÿ a od roku 1882 olomoucký arcibiskup lankrabě Bedřich z Fürstenberka. Ten nechal svůj nový majetek krátce po koupi renovovat stavebním mistrem Ernstem Krombholzem.
Roku 1901 přešel Fürstenberský palác do soukromých rukou. V roce 1920 byla novým vlastníkem akciová společnost pro mezinárodní obchod zbožím. Od roku 1927 je Fürstenberský palác v držení Hlavního sdružení rakouských knihkupců. V letech 1929 až 1931 zde pracoval pozdější rakouský Spolkový kancléř Engelbert Dollfuß jako předseda pojišťovacího domu Landarbeiter-Versicherungsanstalt ve Vídni, Dolním Rakousku a Burgenlandsku.
Poslední celková rekonstrukce objektu proběhla v letech 1980 a 1981. V současné době zde má výstavní plochy Františka Habsbursko-Lotrinská, manželka následníka rakouského a českého trůnu Karla.